# Scutisorex somereni
Scutisorex somereni là một loài động vật có vú trong họ Chuột chù, bộ Soricomorpha. Loài này được Thomas mô tả năm 1910.

## Hình ảnh

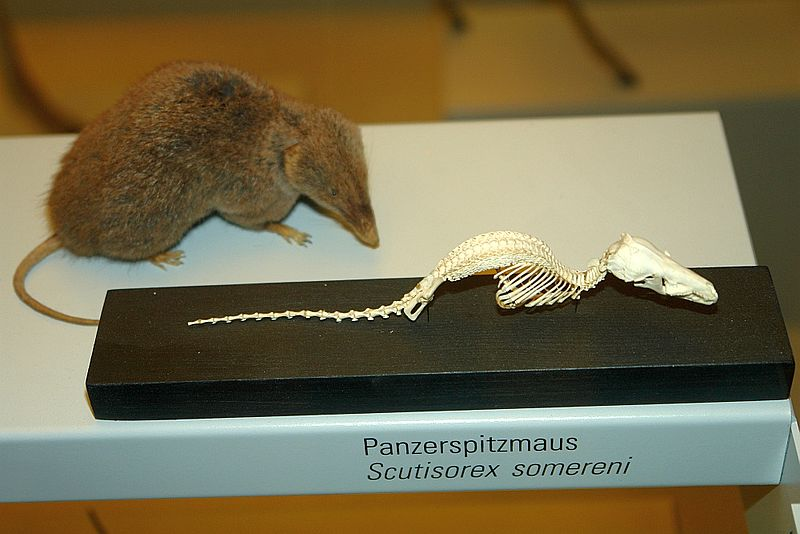
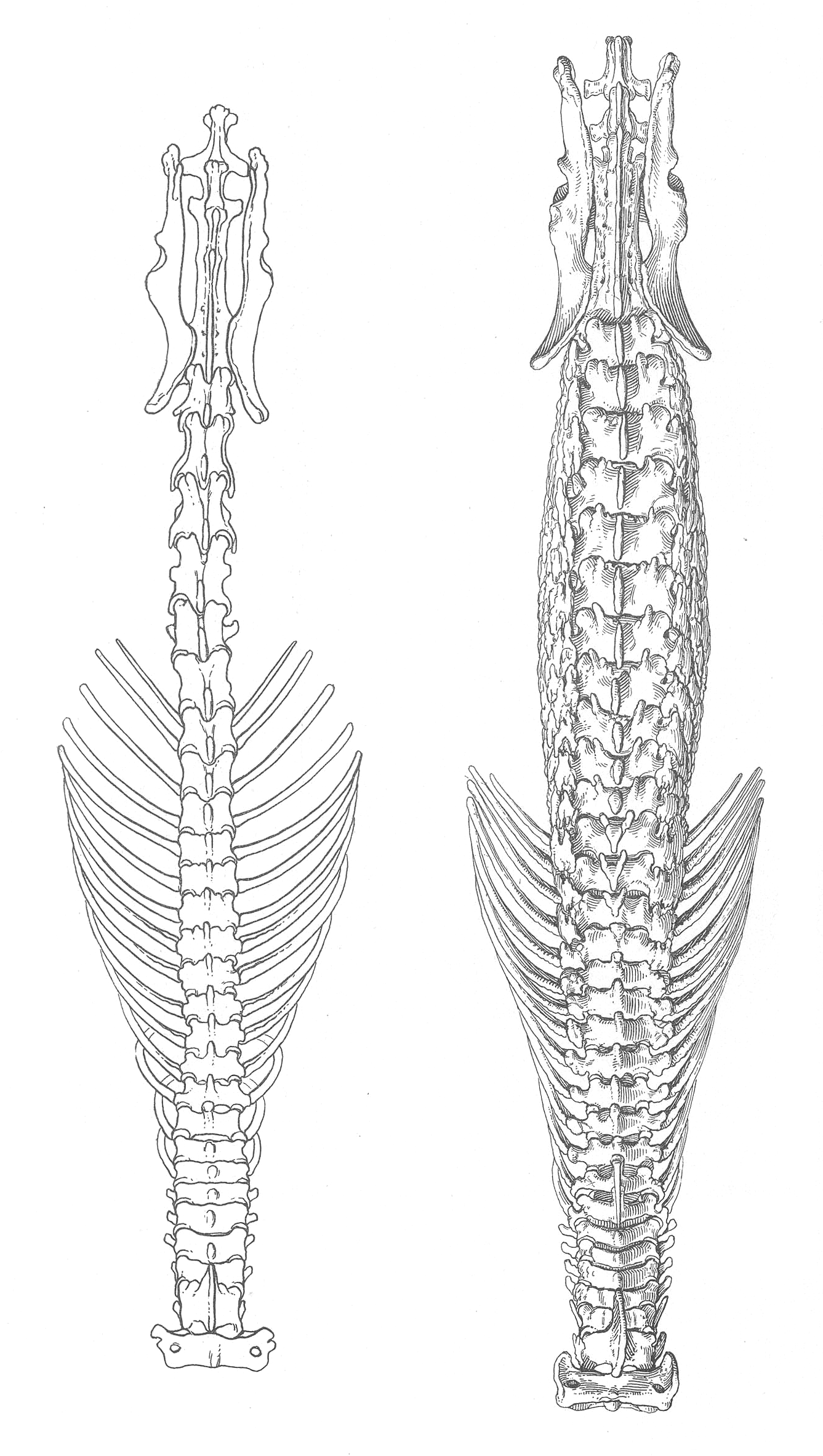